# شیبویگان فالز (ویسکانسین)
شیبویگان فالز، ویسکانسین  (به انگلیسی: Sheboygan Falls) شهری در شهرستان شیبویگان ایالت ویسکانسین است که در سال ۱۹۱۳ بنیان‌گذاری شده‌است. این شهر طبق سرشماری سال ۲۰۱۰ میلادی ۷٬۷۷۵ نفر جمعیت داشته‌است.